# Гордана Милиновић
Гордана Милиновић (Ковиљ код Новог Сада 11. фебруар 1944) српска је филмска, телевизијска и позоришна глумица.
Од 1965. године била је ангажована у Народном позоришту у Лесковцу. Године 1969. прелази у Народно позориште Тузла, где је провела 11 сезона. Стални члан Народног позоришта у Бањалуци је од 1981. године.

## Улоге
| Год.  | Назив                  | Улога  |
| ----- | ---------------------- | ------ |
| 2012. | Добро јутро, комшија   | Даница |
| 2014. | Добро јутро, комшија 2 | Даница |
| 2016. | Добро јутро, комшија 3 | Даница |
| 2017. | Добро јутро, комшија 4 | Даница |
| 2019. | Добро јутро, комшија 5 | Даница |
| 2020. | Срећан пут, комшија    | Даница |
| 2021. | Добро јутро, комшија 7 | Даница |
| 2022. | Добро јутро, комшија 8 | Даница |
| 2023. | Добро јутро, комшија 9 | Даница |